# Geelvinkmonark
Geelvinkmonark (Myiagra atra) är en fågel i familjen monarker inom ordningen tättingar.

## Utbredning och systematik
Fågeln är endemisk för öarna Numfoor och Biak utanför Nya Guinea. Den behandlas som monotypisk, det vill säga att den inte delas in i några underarter.

## Status
IUCN kategoriserar arten som nära hotad.

## Namn
Geelvink är ett tidigare namn på Cenderawasihbukten eller Teluk Irian, en havsvik norr om Västpapua vari öarna Numfoor och Biak ligger där arten förekommer.